# ریچارد هور
سِر ریچارد هور (انگلیسی: Sir Richard Hoare, 2nd Baronet‏؛ ۹ دسامبر ۱۷۵۸ – ۱۹ مهٔ ۱۸۳۸) انسان‌شناس، پیشگام باستان‌شناسی میدانی، عتیقه‌شناس، نویسنده، نقاش، و گردشگر اهل پادشاهی متحد بریتانیای کبیر و ایرلند بود. وی در پژوهش و ثبت ۳۷۹ گورتپهٔ باستانی (گورپشته) در ویلتشر انگلستان، که بیشتر در دشت سالزبری واقع بودند، با ویلیام کانینگتون همکاری کرد. یافته‌های آنان در کتاب هور با عنوان تاریخ ویلتشر (۱۸۱۲–۱۸۲۱) آمده است. مجموعهٔ آثار عتیقهٔ او اکنون در موز دیوایزیز در ویلتشر نگهداری می‌شود.
وی همچنین برندهٔ جوایزی همچون همکار انجمن سلطنتی شده است.